# Aeroportul Mkuzi
Aeroportul Mkuzi (IATA: MZQ, ICAO: FAMU) este un aeroport din Africa de Sud.
aeroportul dispune de o singură pistă.